# Rafael Carioca (calciatore 1989)
Rafael de Souza Pereira, meglio noto come Rafael Carioca (Rio de Janeiro, 16 gennaio 1989), è un calciatore brasiliano, centrocampista del Tigres UANL.

## Caratteristiche tecniche
Rafael Carioca è un centrocampista prevalentemente difensivo, ma è bravo anche in fase offensiva. È un calciatore forte fisicamente, ma con una buona tecnica. Ha un grande capacità di tenere palla, ed è molto efficace in zona gol.

## Carriera

### Club
Rafael Carioca ha iniziato all'età di sei anni a giocare a calcio, con il Pão de Açúcar. È successivamente passato al Profute, ma nel 2007 è stato notato dal Grêmio, che lo ha acquistato. Ha avuto alcuni problemi iniziali di adattamento, che poi è riuscito a superare. Dopo aver giocato trentasette partite per il Grêmio, è arrivata la chiamata dello Spartak Mosca, che ne ha acquistato il cartellino, appartenente al 60% al Grêmio, mentre il restante 40% ancora al Profute. Il trasferimento è costato circa nove milioni di euro e il calciatore ha firmato un contratto quinquennale. Sulle sue tracce, c'è stato anche Pantaleo Corvino per la Fiorentina, ma l'offerta russa è stata superiore. È stato votato tra i migliori centrocampisti del campionato brasiliano, assieme a Hernanes e Ramires.

### Nazionale
Rafael Carioca ha già esordito con la maglia del Brasile under 19.

## Palmarès

### Club

#### Competizioni nazionali
- Campionato messicano: 1

Tigres: Clausura 2023

#### Competizioni internazionali
- CONCACAF Champions League: 1

Tigres: 2020
- Campeones Cup: 1

Tigres: 2023

### Individuale
- Bola de Prata: 1

2015